# Glyn Dillon
Pour les articles homonymes, voir Dillon.
Glyn Dillon est un dessinateur anglais, né en 1971 dont le père et le frère aîné sont artistes. Sa carrière a débuté dans la bande dessinée, puis son activité principale s'est orientée le storyboard et le design pour le cinéma et la télévision.

## Biographie
Il est le cadet d'une famille dont le père et le grand frère sont aussi artistes (Il est le frère cadet de Steve Dillon). La carrière éclectique de Glyn a commencé dans la bande dessinée avant de s'orienter principalement vers le storyboard et le design pour le cinéma et la télévision. Il est actuellement costume designer sur les "Star Wars".
Il vit à Londres avec sa femme et ses deux garçons.
Il a partagé un studio avec Jaime Hewlett, Philip Bond et Alan Martin à la période ou tous les 3 animaient Deadline.
En 2013, il a reçu le prix spécial du jury du festival d'Angoulême pour Le Nao de Brown édité chez Akileos.

## Œuvres publiées
Glyn Dillon est intervenu à plusieurs titres sur diverses œuvres,

### Scénariste
- Le Nao de Brown (Akileos, 2012)
- Deadline 50 (04/1993)

### Dessinateur
- Le Nao de Brown  (Akileos - 2012)
- Dieppe entre terre, ciel & mer (between land, sky & sea)
- Sandman N² 62 (DC Comics - Vertigo 1994) 'The Kindly Ones Part6'  (reprise Trade PaperBack Volume 9 a/o Absolute Edition Volume 4) Sc : N.Gaiman
- 2000 AD (589 et 644 en 1988/1989)
- Crisis (GB - n² 32-40-41-43-44 en 1989-1990)
- Deadline 24 (GB- 1990)  Sc: A.Martin (Tank Girl)
- Egypt (DC Comics - Vertigo 1995) (Sc: P.Milligan)
- Hellblazer Special (DC Comics - Vertigo 1993)
- Judge Dredd Mega-Special N² 4(Fleetway - 1991)
- Shade The Changing Man (DC Comics 1994) N² 34-38-40-41-46 Sc: P.Milligan

### Encrage
- The Invisibles

## Filmographie
- 2015 : Star Wars, épisode VII : Le Réveil de la Force de J. J. Abrams (costumes)
- 2016 : Rogue One: A Star Wars Story de Gareth Edwards (costumes)
- 2022 : The Batman de Matt Reeves (costumes)